# 藤川優里
藤川 優里（ふじかわ ゆり、1980年〈昭和55年〉3月8日 - ）は、日本の政治家。青森県八戸市議会議員（5期）。第44代八戸市議会議長。八戸圏域水道企業団議長。自由民主党所属（公認）で、議会では保守系会派「自由民主クラブ」に所属。選挙ポスターや公式サイト等では藤川ゆりと記載されている。「美人すぎる市議」として有名になり、後に、「美人すぎる××」という言葉が生まれたきっかけになった人物でもある。

## 概要
1980年（昭和55年）、青森県八戸市生まれ。青森県立八戸東高等学校を経て、帝京大学文学部卒業。
2007年（平成19年）4月、父・藤川友信（元八戸市議会副議長・自民党津島雄二系）の青森県議会議員選挙における2度目の落選がきっかけとなり「私を出馬させてください」と、反対されても挫けずに意志を通し、八戸市議会議員選挙の告示5日前に出馬表明。無所属で立候補し、同年4月22日に、八戸市議会議員選挙史上最高の6962票を獲得し、トップ当選した。市議会では、民生常任委員会委員・環境先進都市推進特別委員会委員を務める。以降、父・友信から引き継いだ地盤に加え「美人すぎる市議」としての知名度もあり2011年（平成23年）、2015年の選挙でもいずれもトップで当選しており2位以下に1000票以上の大差を付けて当選。2019年の選挙では新人女性候補にトップの座を譲ったものの定数32（立候補者35名）中2位で再選され、2023年の選挙でも定数28（立候補者35名）中2位で5選を果たした。
1期目には市議会議員としての政治活動と並行して、「美人すぎる市議」のキャッチフレーズで雑誌グラビアなどでモデル活動を行っていた（後述）。
父の友信は2011年4月、自民党公認を得て3たび県議選に立候補し初当選。2015年4月、再選を果たしている。医療法人十和田第一病院理事などを務めている。2019年4月では3選を目指したが落選している。

## 来歴
大学卒業後は政治家の秘書になることを考えていたが、父は専業主婦になることを望んでいたという。2003年、父の選挙において、うぐいす嬢を務めた。
2007年4月8日、県議会議員選挙での父の落選後、八戸市内の選挙事務所を兼ねた自宅において、支持者に礼を述べると共に「（2週間後に控えた）市議会議員選挙に出たい」と表明した。両親共々反対したが、4月10日、土下座しての出馬の訴えに父は容認し、その日の夕方、近くの写真店へ選挙ポスター用の写真を撮りに行ったという。
介護予防事業の推進、介護保険料や介護サービスの利用料金の値下げや見直し働くお母さん達のために病児保育の施設を作ることなどを訴える。投票日は雨であったため浮動票の低下を心配し、テレビのない自分の部屋で結果を待ったという。定数36に対し47人が立候補したこの市会議員選挙において2位当選の前沢時広の3665票の倍近い6962票を獲得し、トップ当選した。八戸市議選史上最多得票であり、20歳代の女性候補者というのも八戸市議選では初めてであった。若年層の投票増加により、12年ぶりに投票率が上昇した（55.95%）。
自民党は2010年（平成22年）の第22回参議院議員通常選挙に向けて、藤川に参議院の比例区からの立候補を打診し、地元選挙区選出議員である大島理森自民党幹事長も説得に動いたが、藤川が「地方自治に専念したい」としてこれを固辞したため、大島は藤川の国政への擁立を断念した。

## 政策・活動
- スローガンは、「食づくり、人づくり、まちづくり」[6]。
- 2007年（平成19年）12月12日、八戸市議会における初めての一般質問では「地方公共団体財政健全化法」、医療行政、福祉行政、災害対策などに関しての質問を行なった[13][14]。
- 調理体験型の食セミナーなどを推進している消費者グループ「たんぽぽの会」に賛同し、食セミナーに参加している[6][15]。
- 「北東北若手議員の会」（通称“わらし塾”）に参加し、若手議員らとの連携作りに取り組んでいる[6]。

## 略歴
- 1980年（昭和55年）3月8日  - 誕生。
- 1986年（昭和61年）4月 - 八戸市立長者小学校入学。
- 1992年（平成4年）4月  - 八戸市立長者中学校入学。
- 1995年（平成7年）4月  - 青森県立八戸東高等学校人文科（現在は「表現科」）入学。
- 1998年（平成10年）4月 - 帝京大学文学部心理学科入学。
- 2002年（平成14年）4月 - フリーターとして過ごす。
- 2003年（平成15年）6月 - 八戸市に戻り、広告代理店で営業に従事。
- 2004年（平成16年）2月 - 介護老人保健施設「ひばりの里」入社。
- 2006年（平成18年） - 通信教育と東京都へのスクーリング（面接授業）で診療情報管理士の資格を取得。
- 2007年（平成19年）
  - 4月 -「ひばりの里」を退社し、八戸市議会議員選挙に立候補、初当選（トップ当選）。
  - 12月 - 八戸市議会で初めての一般質問を行う。
- 2008年（平成20年）11月19日 - DVD「love navi八戸」と写真集「moe navi八戸」を同時発売[16]。
- 2010年（平成22年）1月24日 グランドプリンスホテル赤坂で行われた第77回自由民主党定期党大会に出席。女性代表でスピーチを朗読した[17]。
- 2011年（平成23年）4月24日 - 八戸市議会議員選挙に自由民主党公認で立候補し、再選（トップ当選）。
- 2015年（平成27年）4月26日 - 八戸市議会議員選挙に自由民主党公認で立候補し、三選（トップ当選）。
- 2019年（平成31年）4月21日 - 八戸市議会議員選挙に自由民主党公認で立候補し、四選（定員32名、立候補者35名中2位）。
- 2023年（令和5年）4月23日 - 八戸市議会議員選挙に自由民主党公認で立候補し、五選（定員28名、立候補者35名中2位）。
- 2025年（令和7年）6月3日 - 第44代八戸市議会議長に選出される[2]。

## 人物像
- 身長：160cm

### 趣味・特技
- 習い事：バレエ・書道・珠算・水泳
- クラブ活動：吹奏楽部（小学校時代、クラリネットを担当）
- 趣味：写真撮影・登山・釣り・DVD鑑賞[6]

### 嗜好
- 座右の銘：「花よりも花を咲かせる土になれ」 : 平成20年秋号,藤川ゆり市政報告
- 好きな花：ユリ
- 好きな色：白
- 好きな食べ物：生ストロベリージュース
- 嫌いな食べ物：蒲鉾（かまぼこ）
- 好きな女優：キルステン・ダンスト
- 感銘を受けた本：マリー・アントワネットの伝記
- 好きな卒業ソング：桜の花びらたち2008/AKB48[18]
- 尊敬する人：両親
- 尊敬する政治家：津島雄二・三村申吾
- 恋人：父・八戸市
- 理想の男性像：自信と実力のバランスが取れている前向きな男性[19]。

## エピソード
- 優里という名前は、父がかつて秘書を務めていた衆議院議員・津島雄二の妻である津島園子（作家、太宰治（本名・津島修治）の長女）に、つけてもらったという[20]。
- 小学生時代から政治に関心があり、選挙特番が放送されるたびに、深夜までテレビにかじりついて見ていたという。
- 女子大生時代に、1年半ほど雑誌『CanCam』『Ray』などのファッション誌の読者モデルをしていた[21]。このほかに、『特捜TV!ガブリンチョ』といったバラエティ番組への出演歴もあるが、「あの時は、がんばりましたね」とタレント活動について肯定的な考えをみせている[22]。
- 自身が注目を浴びていることについて、「光栄に思っており、これを機に政治に興味を持つ人が増えてくれたら嬉しい」としている。ただ、男性受けのするルックスが注目を集めていることについては、自分の外見や内面にコンプレックスを持っており「気が引ける」と、述べている[23]。
- 2007年8月より若手議員の勉強会「北東北若手議員の会」、通称「わらし塾」に参加し、熱心に活動している。2代目会長である工藤大輔岩手県議に誘われ加入した。
- 政治家としては異例だが、『週刊文春』（2008年3月6日号）の巻頭グラビアに登場した。また写真集「moe navi 八戸」・DVD「love navi 八戸」では、臀部や胸の谷間が露わな水着姿も披露した。優里の後援会会長によれば、これはアイドル的な活動ではなく、彼女を通して八戸市に対する認知度や観光促進を高めるためであり、あくまで市議会議員としての活動の一環であるとしている[21]。
- 殺到するメディアからの出演依頼に対応しきれなくなったため、2008年に、公務・議員活動以外のマスコミ対応を「ポニーキャニオン」に委託した[24]。2010年からはスポーツ選手系の芸能事務所「ジェイロック」に委託している。ただし、いずれもマネージメント提携のみであり芸能活動を目的とするものではない。
- 2008年9月、『産経新聞』主催の鼎談「私たちが政治を変える！美人市議、大いに語る」に参加し、倉田麗華・練馬区議会議員や吉羽美華・寝屋川市議会議員とともに、政治から結婚観まで本音のトークを披露した[25][26]。
- 2009年スペイン紙『20ミヌートス』のホームページ上で行われた「世界で最も美しい女性政治家」を選ぶネット投票で、同紙が選んだ世界30カ国計65人の「美人政治家」にエントリーされ1位になった。当本人は「公人としてこの件に関しての言及は差し控えるべきと存じます」とコメントしている[27]。
- 2017年3月23日、同年2月14日に弁護士をしている男性（下川原利也[28]）と結婚したことが明らかになった[29]。出会って3年を経て、特に交際することなく結婚の流れになったという[30]。2019年9月20日に第一子となる長女を出産した[31]。

## 藤川をテーマにした商品
- ゆりたんの美味しすぎるりんごケーキ
- ゆりたんの美味しすぎるブルーベリーケーキ